# Carl Kuhlmann
Pour les articles homonymes, voir Kuhlmann.
Carl Kuhlmann (né le 25 avril 1899 à Brême, mort le 18 juillet 1962 à Berlin) est un acteur allemand.

## Biographie
Kuhlmann suit d'abord un apprentissage en entreprise. Il rejoint ensuite une troupe de cirque pendant deux ans.
Kuhlmann commence après une longue carrière d'acteur de théâtre. Il a des engagements au Schillertheater Altona (1923-1928 et 1929/30), au Carl-Schultze-Theater de Hambourg (1928/29), au Stadttheater Altona (1930-37), au Volksbühne Berlin (1937-43), le Hebbel-Theater de Berlin (1945–50), au Schillertheater et au Schlosspark Theater (1950–53), au Schauspielhaus Zurich (1953) et au Deutsches Schauspielhaus de Hambourg (1953–55).
Il joue au cinéma à partir de 1937. Il est dans des films d'amour, des comédies, des adaptations littéraires, des drames, mais aussi des films de propagande antisémite Les Rothschilds et Wien 1910. En 1943, il tourne dans Via Mala, qui sort qu'après la guerre. Après la fin de la Seconde Guerre mondiale, Kuhlmann peut continuer sa carrière.
En outre, il interprète du théâtre radiophonique et du doublage.

## Filmographie
- 1937 : La Habanera
- 1938 : En fils de soie
- 1938 : Ein Mädchen geht an Land (de)
- 1939 : Meurtre au music-hall
- 1939 : Mann für Mann (de)
- 1940 : Les Rothschilds
- 1940 : Die keusche Geliebte
- 1941 : La Belle Diplomate
- 1941 : Heimaterde
- 1942 : Stimme des Herzens
- 1942 : Wien 1910
- 1944 : Nora (de)
- 1944 : Die Jahre vergehen (de)
- 1945 : Via Mala
- 1945 : Leuchtende Schatten (de) (inachevé)
- 1945 : Dr. phil. Döderlein (inachevé)
- 1948 : Vor uns liegt das Leben (de)
- 1949 : Tragödie einer Leidenschaft
- 1949 : Krach im Hinterhaus (de)
- 1950 : Épilogue - Le mystère de l'Orplid
- 1954 : Letzter Zug 0 Uhr 10 (TV)
- 1954 : Um die neunte Stunde (TV)
- 1955 : Verlorene Söhne (TV)
- 1955 : Der öffentliche Ankläger (TV)
- 1956 : Schiff ohne Hafen (TV)
- 1959 : Mann ohne Namen (TV)
- 1959 : Der Nobelpreis (TV)
- 1959 : Professor Schnellfisch (TV)
- 1961 : Ein wahrer Held (TV)
- 1961 : Unseliger Sommer (TV)
- 1962 : Der rote Hahn (TV)